# Celso Mendieta
Celso Mendieta Ortega (Asunción, 28 luglio 1949) è un ex calciatore paraguaiano naturalizzato spagnolo, di ruolo attaccante.

## Carriera
Dopo le prime esperienze in Paraguay con le maglie del Club Sportivo Luqueño e del Guarani Futebol Clube, nel 1974 si trasferì in Spagna per giocare nella Liga con la maglia del Real Betis. Dal 1976 fu naturalizzato spagnolo. 
Rimase a Siviglia per tre stagioni, vincendo la Copa del Rey nel 1977. Tuttavia fu un anno travagliato per Mendieta, che per ragioni mai chiarite del tutto con la sua dirigenza, trascorse un periodo in Paraguay, dal 9 febbraio ad agosto inoltrato. Ancora oggi è ricordato dai tifosi del Betis per il suo atteggiamento turbolento, dentro e fuori dal campo. Durante le sue cinque stagioni in Spagna, ricevette quattro cartellini rossi.
Una volta tornato a Siviglia, aveva ormai perso il suo posto in squadra nel Betis, dunque nella stagione 1977-1978 fu ceduto al Real Saragozza, in Segunda División spagnola, dove trovò i connazionali Jorge Insfrán e Saturnino Arrúa. Contribuì alla vittoria del campionato e pertanto al ritorno in massima serie. Nella stagione 1978-1979 giocò quattro partite con il club aragonese, con Vujadin Boškov in panchina. A fine anno fece ritorno in Paraguay, dove chiuse la carriera nel Cerro Porteño, fino al ritiro avvenuto nel 1983.

## Palmarès

### Giocatore

#### Competizioni nazionali
- Coppa di Spagna: 1

Real Betis: 1976-1977
- Segunda División spagnola: 1

Real Saragozza: 1977-1978